# فلورينتين إسمرنديجي
فلورينتين إسمرنديجي (بالإنجليزية: Florentin Smarandache)‏ كاتب ومؤلف في مجال الرياضيات والفلسفة. تعد أعماله العلمية محط جدل في الوسط العلمي.
يعمل في وظيفة أستاذ مشارك في جامعة نيو مكسيكو في الولايات المتحدة الأمريكية.

## وصلات خارجية
- Smarandache Notions Journal